# Cytadela Grudziądz
Cytadela Grudziądz este o arie protejată (arie specială de conservare — SAC, sit de importanță comunitară — SCI) din Polonia întinsă pe o suprafață de 222,81 ha, integral pe uscat.

## Localizare
Centrul sitului Cytadela Grudziądz este situat la coordonatele 53°31′02″N 18°45′54″E / 53.5173°N 18.765°E.

## Înființare
Situl Cytadela Grudziądz a fost declarat sit de importanță comunitară în martie 2007 pentru a proteja 3 specii de animale. Situl a fost protejat și ca arie specială de conservare în februarie 2017.

## Biodiversitate
Situată în ecoregiunea continentală, aria protejată nu include niciun habitat protejat.
La baza desemnării sitului se află mai multe specii protejate de  mamifere (3): liliac cârn (Barbastella barbastellus), liliac de iaz (Myotis dasycneme), liliac comun (Myotis myotis).